# Latoia
Latoia är ett släkte av fjärilar. Latoia ingår i familjen snigelspinnare.

## Dottertaxa tillLatoia, i alfabetisk ordning[1]
- Latoia albicosta
- Latoia albifrons
- Latoia albilinea
- Latoia anagaura
- Latoia angustifascia
- Latoia canescens
- Latoia catalai
- Latoia chlorea
- Latoia cineracea
- Latoia colini
- Latoia cretata
- Latoia decolor
- Latoia eremotropha
- Latoia flavicosta
- Latoia florifera
- Latoia furfurea
- Latoia heringiana
- Latoia hilaris
- Latoia hockingii
- Latoia intermissa
- Latoia joiceyi
- Latoia kilimandscharonis
- Latoia loxotoma
- Latoia lutunguru
- Latoia nana
- Latoia neglecta
- Latoia nivosa
- Latoia parniodes
- Latoia phlebodes
- Latoia picta
- Latoia privativa
- Latoia vadoni
- Latoia viridicosta
- Latoia viridifascia
- Latoia vitilena
- Latoia xuthosoma